# Diego Giuliano
Diego Alberto Giuliano (Rosario, 14 de enero de 1965) es un político y abogado constitucionalista argentino. Fue titular del Ministerio de Transporte desde el 1 de diciembre de 2022 hasta el 10 de diciembre de 2023 durante la presidencia de Alberto Fernández. Tras su salida del ministerio se desempeña como diputado nacional por la provincia de Santa Fe, y desde marzo de 2024 es presidente del Frente Renovador.El 13 de abril de 2025 fue elegido Convencional Constituyente de la Provincia de Santa Fe por el Frente Más para Santa Fe.

## Biografía
Diego Giuliano nació en Rosario, provincia de Santa Fe, el 14 de enero de 1965, aunque vivió en la localidad de Arequito hasta los 13 años.
Obtuvo su título como abogado en la Universidad Católica Argentina de Rosario en 1989, y luego se doctoró en Ciencias Jurídicas y Sociales por la misma universidad en 2004. Se desempeñó como docente en la Universidad Nacional de Rosario en la cátedra de Derecho Constitucional.

### Carrera política
En la función pública, comenzó como delegado del Ministerio de Gobierno, Justicia y Culto de la provincia de Santa Fe en la zona sur durante el período comprendido entre el 2002 y 2003. Fue presidente del Consejo Consultivo de Seguridad Ciudadana de Santa Fe en 2003, secretario parlamentario de la Cámara de Diputados de Santa Fe entre 2005 y 2007 y secretario legislativo de la Cámara de Senadores de Santa Fe entre 2007 y 2009.
Fue electo concejal de la ciudad de Rosario, cargo que desempeñó entre los años 2009 y 2017, durante dos mandatos consecutivos. Como edil de la ciudad, creó y ejerció como presidente de la Comisión de Seguridad Pública y Comunitaria. Además, fue candidato a diputado nacional por un partido local, Proyecto Santafesino, aliado con Sergio Massa y precandidato a intendente de Rosario en 2011. En 2019 fue designado como subsecretario de Innovación Institucional y Política de la provincia de Santa Fe, y a partir de 2020 se desempeñó como subdirector ejecutivo de la Comisión Nacional de Regulación del Transporte (CNRT).
En diciembre de 2022 fue designado como ministro de Transporte de la Nación cuando Guerrera anunció que se alejaba del cargo de ministro por «motivos estrictamente personales». La gestión de Giuliano se caracterizó por intentar implementar un esquema de renuncia a subsidios voluntarios a boletos de transporte públicos, lo que fue calificado como una maniobra electoral por la oposición para favorecer a Sergio Massa, en ese entonces candidato a presidente, frente a Javier Milei. El proyecto finalmente fue desestimado al poco tiempo.
Giuliano finalizó su gestión en diciembre de 2023 a la par que el mandato presidencial de Alberto Fernández, sin embargo, renunció unos días antes para asumir como diputado nacional por la provincia de Santa Fe, electo en la lista de Unión por la Patria.
En marzo de 2024 fue electo presidente del Frente Renovador, el cual integra la alianza Unión por la Patria, aunque su principal referente es Sergio Massa.

## Publicaciones
- Derecho Municipal: Autonomía y Regionalización Asociativa., Ed. Astrea, 2009 (ISBN 978-950-574-185-5).
- Derecho Constitucional Provincial. Derechos y Garantías. Sistema Tributario. Régimen Electoral. Tomo I, Ed. Ediar, 2009 (ISBN  9789505742509).
- Derecho Constitucional Provincial. Poder Legislativo. Derecho Procesal Parlamentario. Tomo II, Ed. Ediar, 2010 (ISBN 9789505742653).
- Una nueva agenda Constitucional para Santa Fe, Ed. Zeus, 2017.